# 연산중학교 (부산)
연산중학교(蓮山中學校)는 대한민국 부산광역시 연제구 연산동에 있는 공립 중학교이다.>

## 학교 연혁
- 1978년 1월 30일 : 연산중학교 30학급 설립 인가
- 1978년 2월 28일 : 보통교실 11실, 관리실 및 부속실 8실 준공(현 연동초등학교 위치)
- 1978년 3월 1일 : 초대 구택서 교장 취임
- 1978년 3월 6일 : 개교 및 제1회 입학식(10학급 629명)
- 1979년 2월 27일 : 현위치로 학교 이전
- 1981년 2월 14일 : 제1회 졸업식
- 2002년 2월 7일 : 동부발명교실 개관
- 2004년 10월 22일 : 묘봉관 개관
- 2024년 9월 1일 : 제17대 이정철 교장 취임
- 2025년 2월 6일 : 제45회 졸업식(5학급 113명, 누계 20,597명)
- 2025년 3월 4일 : 제48회 입학식(7학급 138명)

## 참고 자료
- 연산중학교 - 한국교육학술정보원 학교알리미